# Spacehog
Spacehog ist eine englische Rockband, die sich 1993 gründete, 2002 zunächst auflöste, um sich dann 2006 wiederzuvereinigen.

## Geschichte
Die Band gründete sich 1993 in New York City, als sich der Schlagzeuger Jonny Cragg und der Gitarrist Antony Landon dort zufällig trafen. Beide stammten aus Leeds in England. Die beiden fingen an, Musik zusammen zu machen. Schließlich stießen Antonys Bruder Royston und der Gitarrist Richard Steel zur Band hinzu. Kurz darauf konnten sie einen Plattenvertrag bei Sire Records bekommen und veröffentlichten 1995 ihr Debüt-Album „Resident Alien“. Aus diesem wurde ihre bekannteste Single „In the Meantime“ ausgekoppelt. 1998 wurde das Album „The Chinese Album“ veröffentlicht, 2001 das Album „The Hogyssey“. Die Band trennte sich, um sich individuellen Projekten zu widmen, kam jedoch 2008 für zwei Auftritte wieder zusammen und kündigte Pläne für ein neues Album an.

## Diskografie
Studioalben
- 1995: Resident Alien
- 1996: Hamsters of Rock (EP)
- 1998: The Chinese Album
- 2001: The Hogyssey
- 2001: 4 Future Tracks (EP)
- 2013: As It Is On Earth